# Марха (Якутск)
Марха (якут. Марха) — упразднённый посёлок городского типа в Республике Саха (Якутия) Российской Федерации.

## География
Микрорайон расположен в долине Туймаада, в километре от протоки реки Лены, на берегу реки Мархинка (приток реки Лены), которая имеет проточность только в весенний период, её берега застроены, захламляются, дно заиливается. В центре микрорайона находится озеро Солёное.
К микрорайону Марха относятся посёлки Большая Марха, Малая Марха, кварталы Газпром, Племобъединение, Кирзавод, Мелиорация. Общая площадь (на 2009 год) — 1296 га, в том числе 84 га сельскохозяйственных угодий.
Граничит с Гагаринским районом, микрорайоном Кирзавод и Городским округом Жатай.

### Улицы
По данным на 2009 год уличная сеть состояла из 123 географических объектов, общей протяжённостью в 76 300. Вид дорожного полотна — грунт (основной), также есть асфальтобетонное покрытие, ПГС.

## История
Марха получила статус посёлка городского типа в 1969 году.
В 2004 году лишен статуса пгт и вошла в черту города Якутска.

## Население
| 1970 | 1979  | 1989  | 2002    |
| ---- | ----- | ----- | ------- |
| 3749 | ↗6128 | ↗9225 | ↗12 041 |

## Инфраструктура
Относится к типу поселений со смешанными функциями, сочетает административно-культурные, сельскохозяйственные, транспортные, заготовительно-распределительные и обслуживающие функции.
экономика
Марха выполняет функции строительного центра, есть заводы строительных материалов и конструкций, столярные мастерские, цех строительных и дорожных изделий.
Действует производственный участок коллективного предприятия «Якутское»; основные производства — молочное скотоводство, земледелие (овоще- и картофелеводство). Мясоперерабатывающий цех, пекарни.
Лечебно-исправительное учреждение ФКУ «ЛИУ № 5 УФСИН по РСЯ».
Более 20 предприятий торговли (на 2009 г.).
Также действуютя дорожно-строительные, сельскохозяйственные, автодорожные предприятия.
социальные объекты
В микрорайоне на 2009 год расположено 3 школы, 4 детских сада, 2 Дома культуры, 1 культурно-оздоровительный комплекс, 1 поликлиника-больница.
ЖКХ
В Мархе на 2009 год не было своего водозабора. Для населения вода привозная, для котельных водозабор осуществляется из артезианских скважин (техническая вода). В жилом секторе идет прямой разбор воды, что влияет на объёмы вывозимых сточных вод и выгребов. В поселках нет водоотводных лотков, по этой причине затопляются прилегающие территории.
В Мархе на 2009 год нет свалки. Отходы вывозятся на городскую свалку. Происходит захламление отходами, разукомплектованными кузовами автомашин прилегающих территорий. Сточные воды из благоустроенного сектора вывозятся на сливную станцию города Якутска.

## Транспорт
Через микрорайон проходит дорога 98К-005.
С центром Якутска связан автобусным сообщением (городские 4, 5, 20, 41 и пригородные 102, 104, 105, 106, 124 (летний), 209, 211, маршруты).